# Chrono des Nations-Les Herbiers-Vendée 2023
Cet article traite de l'épreuve masculine. Pour la compétition féminine, voir Chrono des Nations-Les Herbiers-Vendée féminin 2023.
Le Chrono des Nations-Les Herbiers-Vendée 2023 est la 41e édition de cette course cycliste disputée contre-la-montre, la 17e sous ce nom adopté en 2006. Il a lieu aux Herbiers en Vendée (France) le 15 octobre 2023 et fait partie du calendrier UCI Europe Tour 2023 dont il est la dernière course de la saison.

## Présentation
Le Chrono des Nations-Les Herbiers-Vendée est disputé par huit catégories de cyclistes : quatre chez les hommes (élites, espoirs, juniors et cadets) et quatre chez les femmes (élites, espoirs, juniors et cadettes).

## Résultats hommes élites[1]
| n° | Coureur            | Équipe                | Temps        |
| -- | ------------------ | --------------------- | ------------ |
| 1  | Joshua Tarling     | Ineos Grenadiers      | 52 min 02 s  |
| 2  | Remco Evenepoel    | Soudal Quick-Step     | à 13 s       |
| 3  | Stefan Bissegger   | EF Education-EasyPost | à 1 min 10 s |
| 4  | Rémi Cavagna       | Soudal Quick-Step     | à 1 min 30 s |
| 5  | Mikkel Bjerg       | UAE Emirates          | à 2 min 06 s |
| 6  | Stefan de Bod      | EF Education-EasyPost | à 2 min 41 s |
| 7  | Frederik Muff      | ColoQuick             | m.t.         |
| 8  | Enzo Paleni        | Groupama-FDJ          | à 2 min 52 s |
| 9  | Thibault Guernalec | Arkéa-Samsic          | à 3 min 16 s |
| 10 | Derek Gee          | Israel-Premier Tech   | à 3 min 20 s |